# Рудник Тевтонік-Бор
Рудник Тевтонік-Бор (Teutonic Bore) – колишній гірничодобувний майданчик на південному заході Австралії.
Будівництво рудника на виявленому в 1976 році поліметалічному родовищі Тевтонік-Бор почалось в 1980-му, а його запуск припав на 1981 рік. В межах проекту спорудили кар’єр глибиною 120 метрів, при цьому щоб досягнути покрівлі рудного тіла на глибині біля 70 метрів було потрібно перемістити 12 млн тонн розкривних порід. З нижньої частини кар’єру облаштували доступ до підземних виробіток, так що загальна глибина розробки досягнула 220 метрів.
Видобута руда надходила для переробки на належну до копальні збагачувальну фабрику добовою потужністю 1000 тонн, яка, зокрема, отримала обладнання із закритого нікелевого рудника Спарговіль. Випущений фабрикою концентрат відправляли автотранспортом до розташованої за півсотні кілометрів Леонори (повз рудник пройшла дорога Леонора – Лейнстер), звідки відправляли залізницею до розташованого на південному узбережжі Австралії порту Есперанс.
Необхідну проекту Тевтонік-Бор електроенергію подали з нікелевого рудника Лейнстер, тоді як водозабезпечення облаштували за допомогою свердловин.
За 1982 рік (перший повний рік роботи рудника) з Тевтонік-Бор видобули 310 тисяч тонн руди, що дало можливість випустити концентрат, який містив 14 тисяч тонн міді, 46 тисяч тонн цинку та 53 тонни срібла.
Розробка завершилась в 1985 році через вичерпання запасів, при цьому накопичений видобуток склав 1,68 млн тонн руди з середнім вмістом 10,8% цинку, 3,5% міді та 140 грам срібла на тонну (залишкові ресурси родовища станом на середину 2010-х оцінювали у 1,6 млн тонн руди з середнім вмістом 2,5% цинку, 1,6% міді та 49 грам срібла на тонну.
Проект реалізувала компанія Seltrust Mining Corp, власниками якої з частками 60% та 40% були Seltrust Holdings та Mount Isa Mines (можливо відзначити, що головним активом останньої був потужний гірничорудний комлекс Маунт-Айза).
Кар’єр Тевтонік-Бор по завершенні розробки виявився затопленим підземними водами (саме з нього узяли початковий ресурс для запуску в 2000-х роках виробничого циклу на розташованій поруч збагачувальній фабриці Ягуар).